# All the Good Girls Go to Hell
All the Good Girls Go to Hell (Eigenschreibweise: all the good girls go to hell) ist ein Lied der US-amerikanischen Sängerin und Songwriterin Billie Eilish, das in der zweiten Jahreshälfte 2019 als sechste Single aus ihrem Debütalbum When We All Fall Asleep, Where Do We Go? veröffentlicht wurde.

## Musikvideo
Das Musikvideo wurde am 4. September 2019 auf YouTube veröffentlicht. Im Video fällt Billie Eilish vom Himmel und erscheint mit brennenden Flügeln.

## Kommerzieller Erfolg

### Chartplatzierungen
In den US-amerikanischen Billboard Hot 100 debütierte das Lied in der Woche vom 13. April auf Platz 46, was die Höchstposition blieb. (Dies war die Woche, in der Billie Eilishs Debütalbum When We All Fall Asleep, Where Do We Go? in den Billboard-200-Charts debütierte.) Sieben Monate später (in der Woche vom 23. November) erreichte es den 20. Platz in den Billboard Mainstream Hot 40.
| ChartsChartplatzierungen       | Höchstplatzierung | Wochen |
| ------------------------------ | ----------------- | ------ |
| Deutschland (GfK)              | 63 (2 Wo.)        | 2      |
| Vereinigte Staaten (Billboard) | 46 (7 Wo.)        | 7      |
| Vereinigtes Königreich (OCC)   | 77 (5 Wo.)        | 5      |

### Auszeichnungen für Musikverkäufe
| Land/Region                  | Auszeichnungen für Musikverkäufe (Land/Region, Auszeichnung, Verkäufe) | Verkäufe  |
| ---------------------------- | ---------------------------------------------------------------------- | --------- |
| Australien (ARIA)            | 2× Platin                                                              | 140.000   |
| Brasilien (PMB)              | Diamant                                                                | 160.000   |
| Dänemark (IFPI)              | Gold                                                                   | 45.000    |
| Frankreich (SNEP)            | Gold                                                                   | 100.000   |
| Italien (FIMI)               | Gold                                                                   | 35.000    |
| Kanada (MC)                  | 3× Platin                                                              | 240.000   |
| Mexiko (AMPROFON)            | Gold                                                                   | 30.000    |
| Neuseeland (RMNZ)            | Platin                                                                 | 30.000    |
| Österreich (IFPI)            | Platin                                                                 | 30.000    |
| Polen (ZPAV)                 | Platin                                                                 | 20.000    |
| Portugal (AFP)               | Platin                                                                 | 10.000    |
| Spanien (Promusicae)         | Gold                                                                   | 30.000    |
| Vereinigte Staaten (RIAA)    | Platin                                                                 | 1.000.000 |
| Vereinigtes Königreich (BPI) | Platin                                                                 | 600.000   |
| Insgesamt                    | 5× Gold · 11× Platin · 1× Diamant ·                                    | 2.470.000 |

Hauptartikel: Billie Eilish/Auszeichnungen für Musikverkäufe